# 子宫内膜切除术
子宫内膜切除术是一种外科手术，用于去除（消融）或破坏有大量月经出血的患者的子宫内膜。由于可能发生妊娠并发症，因此不建议希望生育的患者进行子宫内膜切除术。
子宫内膜切除术最常被用于月经出血过多的人，在药物治疗不成功的情况下，他们不希望接受子宫切除术。大量月经出血最常见的原因是功能失调性子宫出血或子宫腺肌症。该程序几乎总是在医院、门诊手术中心或医师办公室作为门诊治疗进行。子宫内膜切除术主要在患者处于局部或轻度镇静麻醉下，或者在必要时进行全身麻醉或脊柱麻醉时进行。患者通常在手术后一小时内离开治疗设施，通常在家休息一天，然后返回日常生活活动。
手术后，子宫内膜通过结疤而愈合，从而减少或消除将来的子宫出血。患者的卵巢完好无损，因此荷尔蒙功能不会受到影响。如果患者在子宫内膜切除后怀孕，可能会发生胎盘植入，因此必须进行节育。
根据选择的治疗方法，子宫内膜切除有时会在使用激素治疗（如炔诺酮或Lupron ）后进行，以减少子宫内膜的厚度。 

## 风险
尽管很少见，但该手术可能会产生严重的并发症，包括：
- 肠灼伤导致死亡
- 烧伤子宫（超出子宫内膜的范围）
- 子宫穿孔
- 消融后输卵管绝育综合征
- 肺水肿或栓塞

## 消毒
希望怀孕的人不应进行子宫内膜切除术；怀孕很少见（不到 2%），且可能会给母亲和孩子带来致命风险。 

## 效力
美国食品和药物管理局批准和审核临床研究，以测试和评估所有子宫内膜切除治疗的有效性。在治疗后一年测量两个患者的有效性结果：
1. 成功率=出血减少到正常月经水平或更少的人的百分比；
2. 闭经率=已消除出血的人的百分比。
根据为 FDA 批准不同治疗方案而进行的随机对照试验的结果，有效性成功率从 93% 到 67% 不等，闭经率从 72% 到 22% 不等。

## 治疗方案
有多种治疗方案可供选择，这些方式都通过破坏（消融）子宫内膜（子宫腔内壁）的方式起作用。 
- NovaSure – 子宫内膜消融系统 (Hologic) 于 2001 年获得 FDA 批准，它利用引入子宫腔的金属化网状电极阵列，应用产生热量的双极电能来破坏（消融）子宫内膜。 Novasure 的平均手术时间为 5 分钟，从设备插入到移除，通常在局部或清醒镇静麻醉下进行。大多数患者在治疗后一小时内离开治疗中心。在获得 FDA 批准的 Novasure 随机对照试验中，成功率为 78% （出血减少至正常或更少），闭经率为 36% （出血消除）。此外，92% 的 Novasure 患者表示满意。
- Minerva - 子宫内膜消融系统（Minerva Surgical）于 2015 年 7 月获得 FDA 批准，是 15 年来 FDA 批准的第一个用于治疗月经过多的新型手术治疗。 Minerva 的工作原理是从等离子能量中产生热量，该能量产生并包含在采用子宫腔形状的防漏消融阵列中。阵列的热膜表面破坏（消融）子宫内膜。 Minerva 手术是 FDA 批准的最快的治疗方法，从设备插入到移除的平均手术时间为 3.1 分钟，通常在局部或有意识的镇静麻醉下进行。大多数患者在治疗后一小时内离开治疗中心。在获得 FDA 批准的 Minerva 随机对照试验中，成功率为 93% （出血减少至正常或更少），闭经率为 72% （出血消除）。此外，95% 的接受了 Minerva 的患者（“会向家人或朋友推荐 Minerva”）和 92% 的患者表示满意。
- Genesys HTA - 子宫内膜消融系统（波士顿科学公司）于 2001 年获得 FDA 批准，它使用一种通过宫颈管插入子宫的宫腔镜装置，帮助医生安全地确认探头位置是否正确并查看他们正在治疗的区域。在这个过程中，医生用宫腔镜观察子宫内部，然后用盐水填充子宫。然后将液体缓慢加热并灼烧子宫内膜，从而使月经出血期变得不那么严重，在某些情况下甚至会停止。然后通过特殊管道冷却和去除液体，以保护身体的外部区域免受任何烧伤。平均手术时间为 26 分钟。在获得 FDA 批准的 HTA 随机对照试验中，成功率为 68% （出血正常或更少），闭经率为 35% （出血消除）。 94% 的 HTA 患者表示满意。 [5]
- Her Option - 子宫内膜消融系统（Cooper Surgical），FDA 于 2001 年批准，是一种产生零下温度以冷冻和消融子宫内膜的治疗方法。在子宫颈周围应用局部麻醉剂后，医生使用超声波引导冷冻探针放置到右侧子宫角。冷冻探针被激活，将其温度降至-60摄氏度。在超声观察下，当子宫腔内结冰时，冷冻探针保持在原位。一旦经过适当的时间或达到适当的冰深度，冷冻探头就会升温到 37 摄氏度。然后将冷冻探针重新定位到未处理的左子宫角并重复该过程。最后，将冷冻探针加热并取出。在获得 FDA 批准的 Her Option 随机对照试验中，成功率为 67% （出血减少至正常或更少），闭经率为 22% （出血消除）。此外，86% 的 Her Option 患者表示满意。
- 子宫内膜的经宫颈切除术 (TCRE)，或通常称为滚球消融的环切除术，利用宫腔镜，部署双极射频电灼切割环以切除（去除）浅表子宫内膜，然后用双极射频滚珠工具通过烧灼来消融剩余的底层子宫内膜。 [6]此手术实践验证有效， [7]是一种快速恢复的日间护理手术。 [8]
- 1997 年 FDA 批准的“ Thermachoice III ”-球囊（强生公司）于 2015 年 12 月退出市场。该系统使用了一个加热的盐水填充球囊，该球囊被插入子宫腔以消融子宫内膜。液体被安全地包含在符合大多数子宫腔形状和大小的柔性和非过敏性硅橡胶膜中。

较早的方法利用宫腔镜将仪器插入子宫，在可视的情况下，使用激光或微波探头破坏子宫内膜。

## 其它
- 阿舍曼综合征